# أندريس كارديناس
أندريس كارديناس (بالإنجليزية: Andres Cardenas)‏ هو لاعب كرة قدم أمريكي، ولد في 9 مارس 2003 في دورال في الولايات المتحدة.